# Endeitoma granulata
Endeitoma granulata is een keversoort uit de familie somberkevers (Zopheridae). De wetenschappelijke naam van de soort werd in 1826 gepubliceerd door Thomas Say.